# 입춘
| 24절기 - 입춘 - 우수 - 경칩 - 춘분 - 청명 - 곡우 - 입하 - 소만 - 망종 - 하지 - 소서 - 대서 - 입추 - 처서 - 백로 - 추분 - 한로 - 상강 - 입동 - 소설 - 대설 - 동지 - 소한 - 대한 ← ↓ → ↑ | 24절기 - 입춘 - 우수 - 경칩 - 춘분 - 청명 - 곡우 - 입하 - 소만 - 망종 - 하지 - 소서 - 대서 - 입추 - 처서 - 백로 - 추분 - 한로 - 상강 - 입동 - 소설 - 대설 - 동지 - 소한 - 대한 ← ↓ → ↑ | 24절기 - 입춘 - 우수 - 경칩 - 춘분 - 청명 - 곡우 - 입하 - 소만 - 망종 - 하지 - 소서 - 대서 - 입추 - 처서 - 백로 - 추분 - 한로 - 상강 - 입동 - 소설 - 대설 - 동지 - 소한 - 대한 ← ↓ → ↑ |
| 황경 | 절기 | 양력 |
| --- | --- | --- |
| 봄 | | |
| 315° | 입춘 | 2/3~5 |
| 330° | 우수 | 2/18~19 |
| 345° | 경칩 | 3/5~6 |
| 0° | 춘분 | 3/20~21 |
| 15° | 청명 | 4/4~5 |
| 30° | 곡우 | 4/20~21 |
| 여름 | | |
| 45° | 입하 | 5/5~6 |
| 60° | 소만 | 5/21~22 |
| 75° | 망종 | 6/5~6 |
| 90° | 하지 | 6/21~22 |
| 105° | 소서 | 7/7~8 |
| 120° | 대서 | 7/22~23 |
| 가을 | | |
| 135° | 입추 | 8/7~8 |
| 150° | 처서 | 8/22~24 |
| 165° | 백로 | 9/7~8 |
| 180° | 추분 | 9/22~23 |
| 195° | 한로 | 10/8~9 |
| 210° | 상강 | 10/23~24 |
| 겨울 | | |
| 225° | 입동 | 11/7~8 |
| 240° | 소설 | 11/22~23 |
| 255° | 대설 | 12/7~8 |
| 270° | 동지 | 12/21~22 |
| 285° | 소한 | 1/5~6 |
| 300° | 대한 | 1/19~21 |

입춘(立春)은 24절기 중의 하나로, 정월(正月)의 절기이다. 태양의 황경이 315˚에 드는 때이며 양력으로 2월 3일 또는 2월 4일이며 과거에는 2월 5일에도 있었다. 대한과 우수 사이에 있다. 대부분 이 때를 즈음해서 설날이 온다.

## 입춘의 기후
예로부터 입춘이 되면 동풍이 불고, 얼음이 풀리며, 동면하던 벌레들이 깨어난다고 하였다. 그러나 입춘이라는 명칭은 중국의 화북 지방을 기준으로 한 것이다. 한국에서 이 시기의 기상은 매년 불규칙적이어서 이때를 전후한 시기가 1년 중 가장 추운 해도 있다.

## 풍속
음력으로는 대개 정월이므로 새해를 상징하기도 한다. 그래서 옛어른들은 이날 '입춘대길'(立春大吉：입춘을 맞이하여 좋은 일이 많이 생기라는 뜻)과 같은 좋은 글을 적은 입춘부를 대문 기둥이나 대들보 혹은 천장에 붙였으며, 농가에서는 보리 뿌리를 뽑아 보고 그해 농사가 잘 될지 어떨지를 점치기도 하였다. 또한, 음력으로 한 해에 입춘이 두 번 들어 있으면 '쌍춘년'(雙春年)이라고 하여 그해에 결혼하는 것이 길하다고 받아들여져왔다.

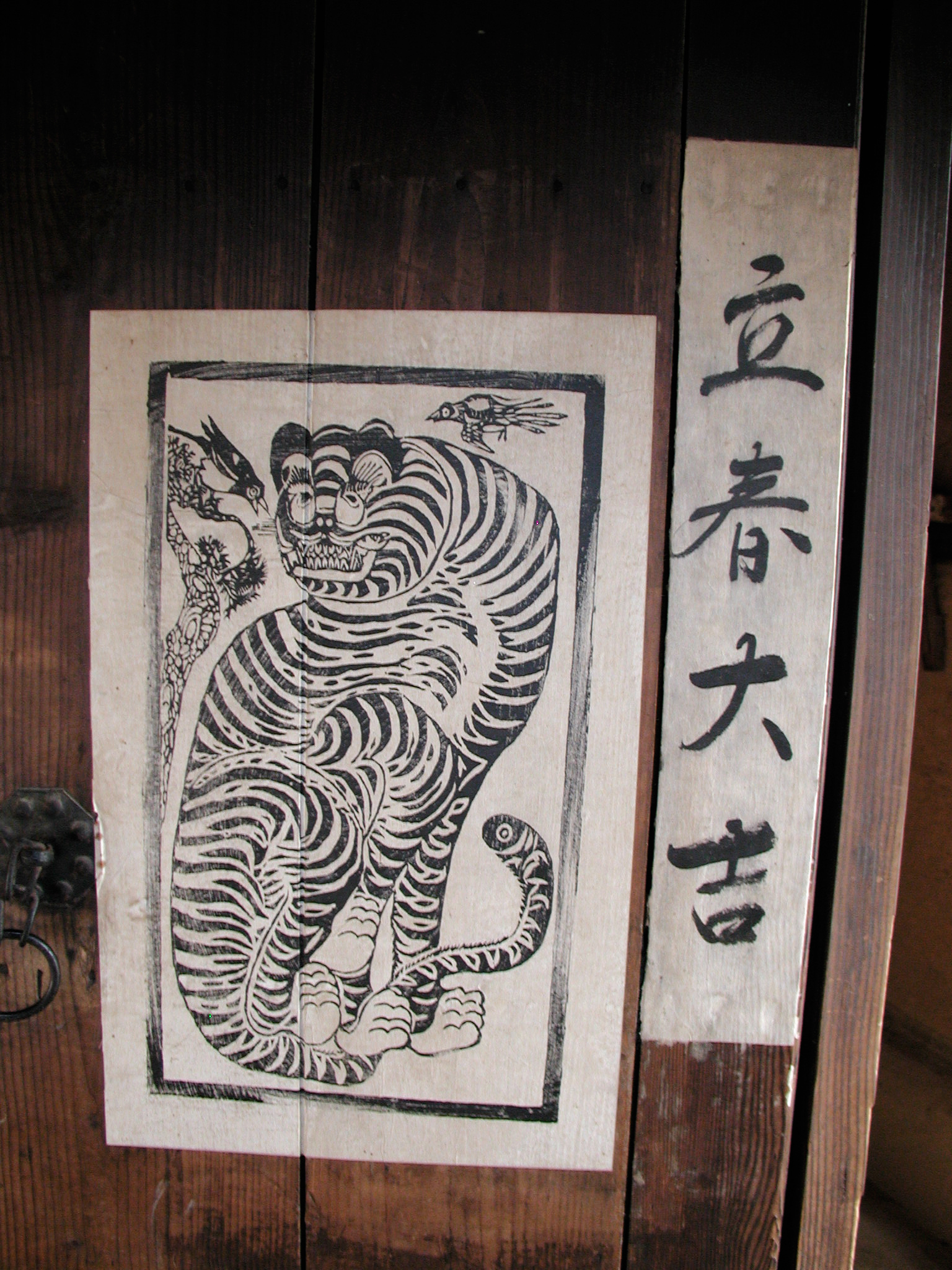
대문에 붙어 있는 민화와 입춘대길. (민속촌)

## 기상학적 계절 구분과의 비교

### 나라별 현황

#### 대한민국
기상학에서는 기온 변화에 따라 계절을 구분한다. 대한민국 기상청은 9일 동안 일 평균기온이 5°C 이상 올라간 후, 다시 떨어지지 않을 때, 그 첫번째 날을 봄의 시작일로 정의한다.
이 기준으로 전국 6개 지점 (강릉, 대구, 목포, 부산, 서울, 인천) 과 서울의 30년 단위, 10년 단위 평균 봄 시작일과 종료일, 그리고 길이 (기간) 를 보면, 다음과 같다.
- 전국 6개 지점 (강릉, 대구, 목포, 부산, 서울, 인천)의 30년 단위 봄 시작일, 종료일, 길이 (기간)

| 순번 | 연도            | 시작일 ~ 종료일    | 기간 | 비율  |
| ---- | --------------- | ------------------ | ---- | ----- |
| 1    | 1971년 ~ 2000년 | 3월 8일 ~ 6월 3일  | 88일 | 24.1% |
| 2    | 1981년 ~ 2010년 | 3월 7일 ~ 6월 1일  | 87일 | 23.8% |
| 3    | 1991년 ~ 2020년 | 3월 1일 ~ 5월 30일 | 91일 | 24.9% |

- 서울의 30년 단위 봄 시작일, 종료일, 길이 (기간)

| 순번 | 연도            | 시작일 ~ 종료일     | 기간 | 비율  |
| ---- | --------------- | ------------------- | ---- | ----- |
| 1    | 1971년 ~ 2000년 | 3월 15일 ~ 6월 1일  | 79일 | 21.6% |
| 2    | 1981년 ~ 2010년 | 3월 12일 ~ 5월 29일 | 79일 | 21.6% |
| 3    | 1991년 ~ 2020년 | 3월 12일 ~ 5월 26일 | 76일 | 20.8% |

- 전국 6개 지점 (강릉, 대구, 목포, 부산, 서울, 인천)의 10년 단위 봄 시작일, 종료일, 길이 (기간)

| 순번 | 연도            | 시작일 ~ 종료일     | 기간 | 비율  |
| ---- | --------------- | ------------------- | ---- | ----- |
| 1    | 1991년 ~ 2000년 | 3월 2일 ~ 6월 2일   | 93일 | 25.5% |
| 2    | 2001년 ~ 2010년 | 3월 8일 ~ 5월 30일  | 84일 | 23.0% |
| 3    | 2011년 ~ 2020년 | 2월 27일 ~ 5월 24일 | 87일 | 23.8% |

- 서울의 10년 단위 봄 시작일, 종료일, 길이 (기간)

| 순번 | 연도            | 시작일 ~ 종료일     | 기간 | 비율  |
| ---- | --------------- | ------------------- | ---- | ----- |
| 1    | 1991년 ~ 2000년 | 3월 7일 ~ 5월 31일  | 86일 | 23.6% |
| 2    | 2001년 ~ 2010년 | 3월 12일 ~ 5월 26일 | 76일 | 20.8% |
| 3    | 2011년 ~ 2020년 | 3월 12일 ~ 5월 23일 | 73일 | 20.0% |

## 기타
- 천문학적으로는 춘분, 하지, 추분, 동지 등 4개만 큰 의미가 있을 뿐, 나머지 20개는 특별한 명칭과 의미가 없다. 더 정확하게 말하면, 천문학에서는 춘분점, 하지점, 추분점, 동지점 등 4개만 있고, 나머지 20개에 대응하는 명칭이나 용어가 없다.[8]
- 또한, 춘분, 하지, 추분, 동지 등 4개는 기상현상이 아니라 천문현상으로서, 이들 4개는 기후변화와 관계없다.[9]
- 지구에서 봤을 때, 태양의 궤적은 북회귀선과 남회귀선 사이를 왔다갔다 한다. 태양이 춘분점이나 추분점에 있을 때 적도(0°)에 있으며, 하지점에 있을 때 북회귀선(북위 23.5°)에 도달하며, 동지점에 있을 때 남회귀선(남위 23.5°)에 도달한다. 태양이 남위 약 11.7°, 즉 남회귀선과 적도의 가운데에 있을 때는 입춘, 입동이 아니라, 우수, 상강이다. (한국천문연구원 천문우주지식정보 - 생활천문관 - 태양고도/방위각계산 참고)[10]
- 참고로, 이는 낮의 길이, 즉 하루 24시간, 1,440분 중에 낮이 차지하는 비율과도 같다. 한국천문연구원 천문우주지식정보 - 생활천문관 - 일출일몰시각계산을 통해, 낮의 길이, 즉 하루 24시간, 1,440분 중에 낮이 차지하는 비율을 계산하면, 대한민국 서울(북위 37.5°)을 기준으로, 춘분은 약 50% 이고, 하지는 약 60%, 추분은 약 50%, 동지는 약 40%이다.[11] 그리고  이들의 중간인 약 45% 일 때는 입춘, 입동이 아니라, 우수, 상강이다. 입춘, 입동은 약 43%이다. (입춘, 입하, 입추, 입동이, 우수, 곡우, 처서, 상강보다 ±2%p 정도 차이가 나는 것인데, 이는 결국 ±28.8분 정도 차이가 나는 것이다.) (24절기, 적위 참고)

## 같이 보기
- 새해
  - 양력설
  - 설날
- 새해 첫날
- 절분
- 분점 (춘분점, 추분점)
- 지점 (하지점, 동지점)
- 적경 (24절기에 따른 태양의 적경 참고)
  - 춘분, 하지, 추분, 동지 등 4개만 태양의 적경과 황경이 일치하고, 나머지 20개는 일치하지 않음.
- 적위 (24절기에 따른 태양의 적위, 태양의 위치, 낮의 길이 (일출~일몰), 낮의 비율 참고)
  - 춘분 (또는 춘분점) (태양의 적위 0°, 태양의 위치 적도, 하루 24시간 중 낮이 차지하는 비율 약 50%)
  - 하지 (또는 하지점) (태양의 적위 +23.4°, 태양의 위치 북회귀선, 하루 24시간 중 낮이 차지하는 비율 약 60%)
  - 추분 (또는 추분점) (태양의 적위 0°, 태양의 위치 적도, 하루 24시간 중 낮이 차지하는 비율 약 50%)
  - 동지 (또는 동지점) (태양의 적위 -23.4°, 태양의 위치 남회귀선, 하루 24시간 중 낮이 차지하는 비율 약 40%)
- 한국 설 (음력 1월 1일 (양력 1월 21일~2월 20일 사이). 즉, 입춘 전후 ±15일)
- 봄

## 참고 문헌 및 링크
- 정인지, 《고려사》 권 제20, 조선초
- 입춘 - 한국세시풍속사전
- 한국천문연구원 천문우주지식정보 → 생활천문관 → 월별 천문현상 에서는 춘분, 하지, 추분, 동지 등 4개만 절입시각이 표기돼 있고, 나머지 20개의 절입시각은 표기돼 있지 않다. (이는 한국천문연구원에서 매년 11월쯤에 발행하는 역서, 천문력(벽걸이용, 탁상용)을 통해서도 확인할 수 있다. 그리고 역서, 천문력(벽걸이용, 탁상용)은 구매하여 이용할 수 있다. (무료 아님)) 단, 한국천문연구원 천문우주지식정보 → 생활천문관 → 달력자료(월력요항) → 달력자료 에서는 나머지 20개의 절입시각도 확인할 수 있다.
- 이 문서에는 다음커뮤니케이션(현 카카오)에서 GFDL 또는 CC-SA 라이선스로 배포한 글로벌 세계대백과사전의 내용을 기초로 작성된 글이 포함되어 있습니다.